# HTC One X
HTC One X（エイチティーシー ワン エックス）は、台湾・HTCによって開発されたスレート型スマートフォンである。
HTC One Xは、Mobile World Congressで2012年2月26日に発表された。

## 注
1. ↑  “HTC One X announced at MWC 2012”. Engadget 2012年4月2日閲覧。